# Список терактов, совершённых в ходе гражданской войны в Сирии
В данном списке перечислены террористические акты, произошедшие в ходе гражданской войны в Сирии — конфликте, начавшийся весной 2011 года как локальное гражданское противостояние и переросший в восстание против режима Башара Асада, в которое с течением времени оказались вовлечены не только основные государства региона, но и международные организации, военно-политические группировки и мировые державы.
Основными участниками конфликта являются регулярные вооружённые и военизированные формирования, выступающие на стороне действующего президента Башара Асада (Сирийская арабская армия, Национальные силы обороны и др.), формирования «умеренной» сирийской оппозиции (Свободная сирийская армия, арабские суннитские племенные формирования), курдские регионалисты (Отряды народной самообороны), а также различного рода исламистские и джихадистские террористические группировки (ИГ, Фронт ан-Нусра и т. д.).
В Сирии регулярно происходят террористические акты, направленные главным образом против мирных жителей Сирии. Объектами актов чаще всего служат места наибольшего скопления людей: площади, рынки, больницы, школы, университеты. Также от терактов страдают церкви, мечети, синагоги.

### 2011
- 23 декабря — теракты в столице Сирии — Дамаске. Террористы-смертники подорвали здания, принадлежавшие силам безопасности Сирии[1].

### 2012
- 10 февраля — теракты в Алеппо. Террористы подорвали здания, принадлежавшие силам безопасности Сирии. Погибли 28 человек, 235 раненых[2].
- 21 октября — взрыв заминированного автомобиля в районе Баб Тума (Дамаск). Квартал населен преимущественно христианами[3].
- 28 ноября — взрывы на центральной площади в Джарамана, где были взорваны два заминированных автомобиля. В результате теракта погибли 34 человека, а ранены[4].
- 4 декабря — миномётный обстрел школы в районе Мухайям Альвафедейн (Дамаск). В результате теракта были убиты 29 школьников и 1 преподаватель[5]. В тот же день в Дамаске произошел взрыв на АЗС, в результате погибло 10 и 40 получили ранения[6].
- 12 декабря — теракты рядом со зданием МВД Сирии, где был взорван заминированный автомобиль, а затем приведены в действие ещё два взрывных устройства. В результате взрывов погибло семь человек и около 50 получили ранения. Помимо этого пострадал и сам глава министерства — Мохаммед аш-Шаар. Помимо этого в районе Меззе-86 (Дамаск) жертвами взрыва микроавтобуса стали 3 человека и 8 — получили ранения, среди них женщины и дети[7].
- 14 декабря — боевиками взорван микроавтобус в провинции Дамаск. В результате погибли 8 женщин и детей.
- 19 декабря — взрыв автомобиля в Алеппо, в результате чего погибли не менее 40 человек[8].
- 27 декабря — взрыв автомобиля на улице Аль-Махар в районе Ас-Сбена (провинция Дамаск). В результате взрыва погибли 4 человека, а также 10 получили ранения. Помимо этого в Аль-Хасаке на севере Сирии у школы начальных классов разминирована грузовая машина с тремя тоннами взрывчатки[9].

### 2013
- 2 января — теракт на автозаправочной станции в восточном пригороде Дамаска. В результате погибли 30 человек[10].
- 15 января — террористы выпустили два реактивных снаряда, которые попали в здание университета Алеппо, где находились как учащиеся, так и обездоленные жители города. В результате серии взрывов погибли по меньшей мере 82 человека, включая студентов и детей. Около 160 человек получили ранения[11].
- 22 января — взрыв заминированного автомобиля в Салямийе (пригород Хамы). В результате погибло 25 человек, несколько десятков человек получили ранения различной степени тяжести[12][13].
- 8 апреля  — Теракт на оживленной улице Дамаска унес жизни 15 человек, около полусотни жителей пострадали.
- 22 апреля —  похищение христианских епископов в Сирии. В результате нападения террористов был убит диакон — водитель автомобиля, перевозивший иерархов, а сами епископы — похищены[14].
- 29 апреля  — теракт в Дамаске унес жизни по меньшей мере десяти человек. Тринадцать получили ранения. Целью нападения был премьер-министр Сирии. Высокопоставленный чиновник не пострадал, однако погиб его телохранитель. Ещё трое получили ранения[15].
- 30 апреля  — в столице Сирии прогремел мощный взрыв. Инцидент произошел около здания МВД. На воздух взлетел заминированный автомобиль. В результате теракта погибли более десятка человек. Около 70 получили ранения. Взрывной волной повреждены десятки машин. На месте взрыва возник пожар.
- 11 июня — теракт на площади Марджа в Дамаске. В результате погибли 14 человек, десятки человек были ранены[16]. В сою очередь МИД России высказал мнение, что данный теракт направлен на срыв политического урегулирования сирийского конфликта[17].
- 23 июня — террористами-смертниками из группировки «Фронт ан-Нусра» был совершён теракт у здания полицейского управления в районе Рукн ад-Дин, что на севере Дамаска, а также у здания департамента безопасности на юге столицы. В результате погибли по меньшей мере пять человек, а еще девять получили ранения[18].
- 1 июля — взрыв в здании сирийской разведки в деревне Кфар-Суса, что на окраине Дамаска. В результате теракта погиб ряд старших офицеров — бригадный генерал Хафез Махлуф, двоюродный брат Башара Асада и важный чин в сирийской разведке. Погибли также глава разведки президентского дворца в Дамаске бригадный генерал Ахмед Диб и генерал Мухаммед Диб — руководитель сирийской политической разведки[19].
- 16 октября — на юго-западе Сирии произошел мощный теракт. На воздух взлетел заминированный автомобиль. В результате атаки погибли более 20 человек. Среди них — женщины и дети[20].
- 18 ноября  — взрыв в правительственном здании под Дамаском унес жизни более 30 военнослужащих. Среди погибших — четыре генерала. Взрывные устройства, по предварительным данным, были заложены в подвале здания[21].
- 22 декабря — террорист-смертник взорвал автомобиль возле комплекса школьных зданий. В результате погибло 20 человек, большинство из которых дети[22].

### 2014
- 18 апреля — в городе Хомс произошёл теракт, погибли 10 человек.
- 29 апреля — в городе Хомс произошёл теракт, погибли более 35 жителей.
- 8 мая  — группировка «Исламский фронт» взяла на себя ответственность за взрыв гостиницы Carlton Citadel, расположенной рядом со средневековой крепостью Алеппо. По сведениям оппозиции, в результате взрыва погибли по меньшей мере 50 «наемников режима Асада».
- 2 июня  — в результате взрыва заминированного автомобиля в сирийской провинции Хомс погибли не менее 10 человек.
- 20 июня  — террористы взорвали заминированный автомобиль в Сирии, не менее 34 человек погибли[23].
- 28 июня  — террористы взорвали заминированный автомобиль в городе Дума, расположенном к северо-востоку от Дамаска. В результате теракта есть убитые и раненые.
- 9 сентября   — террорист-смертник привел в действие взрывное устройство во время встречи командования Ахрар аш-Шам в городе Идлиб. В результате взрыва погибло не менее 45 человек, в том числе лидер группировки Хасан Абуд и еще 27 полевых командиров.

### 2015
- 20 марта  — два террориста-смертника подорвали себя на фестивале во время празднования нового года по солнечному календарю (Навруз) в районе Аль-Муфти в курдском городе Эль-Хасаке на северо-востоке Сирии. Погибли 45 человек[24].
- 7 июля —  в результате взрыва, прогремевшего на военном блокпосту погибли 25 человек. Взрывное устройство привел в действие смертник из террористической группировки «Фронт ан-Нусра»[25].
- 4 сентября  — террористы взорвали два заминированных автомобиля в окрестностях сирийского города Эс-Сувайда. Погибли не менее 26 человек, ещё 50 человек получили ранения[26].
- 14 сентября  — террористы из группировки «Исламское государство» совершили два теракта в центре Эль-Хасаке и на северо-востоке города в Сирии. Первый взрыв прогремел на площади Хащман у северо-восточного въезда в Эль-Хасаке, второй взрыв произошел в центре города ровно через полчаса — взорвалась цистерна с 5 тоннами взрывчатки (около 50 килограммов в тротиловом эквиваленте). Жертвами терактов стали более 30 человек, по меньшей мере 45 человек были доставлены в больницы[27].
- 10 ноября  — два взрыва прогремели днем на трассе, соединяющей город Латакию и аэродром Хмеймим, где расположена группировка российской ударной авиации. По данным властей, это были две ракеты, выпущенные боевиками из пригорода Латакии. Одна из ракет разорвалась около университета Тишрин. Вторая упала неподалеку от средней женской школы. Погибли 23 человека, 64 получили ранения[28].
- 10 декабря  — в христианском городе Тель-Тамр провинции Эль-Хасаке были проведены три теракта подряд. Заминированные автомобили взорвались на оживленных улицах и у военного госпиталя. Жертвами теракта стали не менее 58 человек, более 100 получили ранения[29].
- 12 декабря  — террористы взорвали заминированный автомобиль рядом с больницей аль-Ахли в центре Хомса. Второй взрыв стал следствием теракта — рядом с местом происшествия находились баллоны с газом, которые разорвались. Сотрудники городской больницы сообщили о гибели 22 мирных граждан, более 140 человек получили ранения различной степени тяжести. В результате двух взрывов частично разрушены несколько жилых домов и магазины, сгорели несколько припаркованных автомобилей[30].
- 28 декабря  — в центре Хомса прогремели три взрыва. Террористы одну за другой подорвали две начиненные взрывчаткой машины. После этого смертник привел в действие пояс с взрывчаткой на месте второго теракта. В результате тройного теракта погибли 14 граждан, более 100 человек получили ранения[31].
- 31 декабря  — в городе Камышли произошел тройной теракт, в результате которого погибло 16 человек[32].

### 2016
- 26 января  — террорист осуществил взрыв на заминированном автомобиле в районе контрольно-пропускного пункта военных в квартале Аз-Захра в Хомсе. По данным СМИ, в результате теракта погибли 30 человек, более 100 получили ранения.
- 31 января  — произошел тройной теракт в Дамаске. В результате теракта погибло 76 человек, ещё 110 человек получили ранения[33].
- 21 февраля  — двойной теракт произошел в квартале Аз-Захра в городе Хомсе. Два террориста-смертника взорвались в заминированных автомобилях на улице Ас-Ситтин. По данным полиции, террористы припарковали машины на перекрестке напротив друг друга. По мнению сотрудников МВД, террористы планировали взорвать сначала одну бомбу, а после того, как на месте ЧП соберутся люди, привести в действие другую. Однако от первого взрыва сдетонировала взрывчатка во второй машине. Жертвами теракта стали 46 человек, 115 получили ранения[34].
- 21 февраля  — в шиитском квартале Сеида Зейнаб на юге Дамаска произошла серия взрывов. Как сообщил РИА Новости источник в полиции города, минимум три взрыва совершили террористы-смертники, ещё в одном случае взорвался начиненный взрывчаткой автомобиль. По данным источника РИА Новости в сирийском народном ополчении, минимум 30 человек погибли, десятки ранены. Он добавил, что работы на месте взрывов продолжаются и, вероятно, количество жертв увеличится[35].
- 25 апреля  — на блокпосту сирийской армии недалеко от Дамаска взорвался автомобиль с заложенной бомбой. Инцидент произошел в районе Сейида Зейнаб к югу от сирийской столицы. По информации агентства, погибли шестеро, однако ТАСС со ссылкой на бахрейнский новостной портал «Аль-Васат» сообщает о восьми жертвах теракта.
- 23 мая  — серия взрывов прогремел в двух сирийских городах-в Джабле и Тартусе (провинция Латакия), жертвами терактов стали более 120 человек. Четыре взрыва прогремели в Джабле, три взрыва произошли в Тартусе. Ответственность за теракты на себя взяли террористы ИГ. В Джабле три взрыва прогремели рядом с автовокзалом, на входе на центральную остановку автобусов и у здания государственной энергетической компании. Четвёртый взрыв прогремел в отделении скорой помощи в больнице. Ещё три взрыва прогремели в Тартусе, также на автовокзале и в жилых кварталах[36].
- 11 июня  — в Дамаске в шиитском квартале на южной окраине прогремели два взрыва. Сначала подорвался террорист-смертник, а потом на воздух взлетел заминированный автомобиль. По некоторым данным, погибли девять человек. Около 20 получили травмы[37].
- 5 июля  — более 30 человек погибли в результате подрыва террориста-смертника в городе Эль-Хасака на северо-востоке Сирии[38].
- 27 июля  — взорвался заминированный автомобиль на западной окраине города Эль-Камышлы, контролируемого силами курдов. По последним данным, количество погибших в результате теракта на западе сирийского города Эль-Камышлы возросло до 44, ранения получили около 170 человек[39].
- 14 августа  — взрыв прогремел на сирийско-турецкой границе, погибли 35 человек[40].
- 27 августа  — в результате взрыва бочковой бомбы в сирийском городе Алеппо погибло 15 мирных жителей[источник не указан 527 дней].
- 5 сентября  — пять мощных взрывов прогремели в Сирии: погибли порядка 40 человек, несколько десятков получили ранения. Взрывы прогремели практически одновременно. Сначала в городе Тартус на западе Сирии произошел двойной теракт на трассе под мостом Арзуна. Государственное телевидение сообщает, что взорвался заминированный автомобиль, после чего взрывное устройство привел в действие террорист-смертник. По данным государственного телевидения погибли 30 человек, несколько десятков получили ранения. Ещё два человека погибли при взрыве в городе Хомс[41].
- 3 октября  — в сирийском городе Хама два террориста-смертника подорвали пояса со взрывчаткой, в результате чего погибли по меньшей мере двое человек и 12 получили ранения. Также в сирийском городе Эль-Хасеке произошел теракт на свадьбе, в результате погибли, как минимум, 22 человека[42].
- 14 октября  — в Азазе сирийской провинции Алеппо недалеко от границы с Турцией взорвался заминированный грузовик. Вследствие теракта, по предварительным данным погибли не менее 15 человек, десятки ранены[43].
- 28 октября — взрыв в сирийской школе прогремел утром в самый разгар занятий. По учебному заведению боевики выпустили не менее трех мин. В этой атаке боевиков погибли три ребенка и более десяти школьников ранены[44].
- 21 ноября — боевики разгромили центр Алеппо: 10 человек убиты, ранены 70[45].
- 10 декабря — в результате атаки террориста-смертника ИГ были уничтожены 10 автомобилей радикалов ССА и убиты 20 исламистов[источник не указан 527 дней].

### 2017
- 1 января — в сирийском городе Тартусе произошёл теракт. В результате взрыва смертников погибли 2 силовика[46].
- 5 января — в результате взрыва в городе Джабла в сирийской провинции Латакия погибли 15 человек[47].
- 7 января — как минимум 60 человек погибли в результате теракта в районе Аазаз сирийской провинции Алеппо, еще около 50 получили ранения.
- 8 января — пять человек погибли и не менее 15 получили ранения в результате взрыва заминированного автомобиля на западе сирийской провинции Дамаск.
- 12 января —теракт в сирийской столице Дамаске унес жизни десяти человек, еще более десятка жителей получили тяжелые ранения. На западе от города Ракка в населенном пункте Джоб Аль-Шаир произошел мощнейший взрыв. В результате взрыва погибли семь бойцов курдских отрядов народной самообороны.
- 17 января — в Харасте, пригороде Дамаска, прогремел мощный взрыв. Боевики заложили бомбу в подземные коммуникации недалеко от здания, которое принадлежит разведке. Жертвами теракта стали восемь военнослужащих. Среди погибших есть бригадный генерал[48].
- 21 января —  неизвестные привели в действие взрывное устройство в автомобиле на территории лагеря беженцев на границе Сирии и Иордании. Погибли не менее 11 человек, десятки ранены[49].
- 24 февраля — в результате теракта в районе селения Сусъян вблизи города Эль-Баб на севере Сирии погибли 35 человек (другие источники сообщают о 68  убитых). Большинство погибших - бойцы Сирийской освободительной армии (СОА - исламисты на довольствие Турции). По данным местных источников, у полевого штаба СОА был взорван заминированный автомобиль[50].
- 25 февраля — несколько смертников подорвали себя вблизи военных учреждений в сирийском городе Хомс, есть погибшие и раненые Количество жертв достигло 35 человек, десятки ранены. Всего возле здания отделения госбезопасности и отделения службы военной разведки, взорвались более шести смертников. Как сообщил источник в службе безопасности, среди жертв начальник отделения военной безопасности по провинции Хомс генерал Хасан Даабуль[51].
- 11 марта — в результате двух взрывов в Дамаске погибли 74 человека[52].
- 15 марта — теракт в столице Сирии: террорист взорвал себя у здания суда,  35 погибших[53].
- 13 апреля — боевики «Исламского государства» атаковали силы американские войска и курдов из «Демократических сил Сирии» в сирийском городе Аль-Кадисия. В результате самоподрыва террориста-смертника погибли 20 человек, среди которых были, как американские военные, так и курды.
- 15 апреля — взрыв прогремел в Алеппо рядом с автобусами с эвакуированными жителями. В результате теракта погибло 112 мирных граждан[54].
- 17 апреля — мощный взрыв прогремел в лагере для переселенцев в провинции Ракка. По данным телеканала «Аль-Арабия», сработала бомба, заложенная в автомобиле. Погибли 13 человек.
- 16 мая — в результате взрыва двух автомобилей погибли по меньшей мере шесть человек, еще несколько были ранены вблизи сирийского лагеря для беженцев Рукбан, который находится неподалеку от границы с Иорданией.
- 21 мая — «Ахрар аш-Шам»: понесла серьезные потери в живой силе (как минимум 20 боевиков убитыми) в результате атаки смертников, предположительно — из ИГ, в военном лагере в городе Таль Тукан на востоке провинции Идлиб.
- 23 мая — взрыв заминированного автомобиля в районе Аль-Захра в городе Хомс унес жизни трех человек.
- 2 июня — смертник убил 15 бойцов SDF в Ракке.
- 1 сентября — при теракте в Ракке погибло семь бойцов YPG.
- 2 октября — в Дамаске прогремел взрыв, не менее 15 человек погибли[55].
- 12 октября — по меньшей мере девять человек стали жертвами взрывов в Дамаске[56].
- 13 октября — в результате теракта в Сирии погибли не менее 60 человек[57].
- 3 ноября — в городе Хадер в сирийской провинции Кунейтра совершил самоподрыв террорист-смертник. В результате теракта погибли 9 человек, еще 21 был ранен[58].
- 5 ноября — в результате теракта в лагере для беженцев в сирийском Дейр-эз-Зоре погибли не менее 75 человек[59].
- 17 ноября — В Сирии как минимум 35 человек погибли в результате теракта в провинции Дейр-эз-Зор[60].
- 28 ноября — как минимум 20 военных погибло  во время теракта в городе Маадан-Джадид.
- 5 декабря — десятки жителей Хомса были убиты и ранены в результате теракта в одном из центральных районов города.
- 9 декабря — 15 курдских бойцов погибли при атаке смертника ИГ в Дейр-эз-Зоре[источник не указан 527 дней].

### 2018
- 7 января — в результате серии взрывов в Идлибе погибли 30 человек[61].
- 18 февраля — в результате террористического акта в городе Камышлы на северо-востоке Сирии погибли пять человек[62].
- 7 апреля — в Аль-Бабе произошёл теракт — рядом с главной мечетью города сдетонировал начинённый взрывчаткой автомобиль. Согласно предварительным данным, в результате взрыва погибли девять местных жителей, ещё 15 человек были ранены.
- 10 апреля — в результате взрыва, прогремевшего в административном центре провинции Идлиб, погибло 27 мирных жителей, ещё 154 человека получили тяжёлые ранения.
- 12 апреля — в городе Азаз (провинция Алеппо), находящемся под контролем Сирийской свободной армии, произошёл мощный взрыв. Бомба была заложена недалеко от здания мечети Аль-Майтим в одном из автомобилей. По предварительным сообщениям, в результате взрыва по меньшей мере шесть мирных жителей были убиты, ещё 10 гражданских лиц получили ранения. В организации теракта обвиняют членов курдских Отрядов народной самообороны (YPG).
- 21 июня — теракт в Идлибе унес жизни 8 человек[63].
- 27 июня — в результате терактов в сирийском Африне погибли 11 человек.
- 6 июля — теракт в сирийской провинции Дейр-эз-Зор: не менее 18 человек погибли[64].
- 10 июля — боевики ИГ устроили теракт в городе Аль-Бусейра к юго-востоку от Дейр-эз-Зора. В результате были убиты как минимум шесть гражданских лиц, еще порядка 10 получили ранения[источник не указан 527 дней].
- 25 июля — террористы ИГ осуществили несколько взрывов в административном центре провинции Эс-Сувейда, в результате которых погибло более 200 человек и порядка 150 жителей получили ранения[65].

### 2019
- 16 января — в результате самоподрыва смертника в Манбидже погибли 27 человек, в том числе четыре американца и сотрудник местной службы безопасности[66].
- 18 февраля — по меньшей мере 15 человек погибли и не менее 30 человек пострадали в результате взрыва двух заминированных автомобилей в центре города Идлиб[67].
- 24 февраля — в сирийской деревне Вади аль-Азиб провинции Хама автобус подорвался на мине, заложенной террористами «Исламского государства». Погибло не менее 24 человек[68].
- 16 ноября — в результате взрыва на автовокзале города Эль-Баб (провинция Алеппо) погибли 18 человек.

### 2020
- 8 января — на севере Сирии был совершён теракт. Семь турецких военнослужащих, осуществлявших патрулирование, погибли в результате взрыва заминированного автомобиля[69].
- 28 апреля — по меньшей мере 20 человек погибли и десятки получили ранения в результате взрыва заминированной автоцистерны с мазутом в городе Африн на северо-западе Сирии[70].
- 30 декабря — на трассе Дейр-эз-Зор – Пальмира в районе поселения Кабажеб автобус с мирными гражданами подвергся террористической атаке. В результате взрыва автобуса погибли 28 человек, 13 получили ранения. Ответственность взяла на себя террористическая группировка «Исламское государство»[71].

### 2021
- 7 марта — при взрыве двух мин, заложенных террористами на востоке сирийской провинции Хама, погибли 18 человек, еще трое пострадали. По сообщению агентства SANA, взрыв произошел в районе Вади аль-Азиб около города ас-Саламия[72].
- 20 октября — в Дамаске впервые за 4 года произошел крупный теракт с большим числом жертв. 14 человек погибли, еще несколько пострадали при взрывах рядом с автобусом, на котором перевозили военных. Спустя несколько часов после взрыва в Дамаске оказался взорван склад боеприпасов на трассе Хама — Хомс, в результате чего погибли 5 человек, ещё 2 ранены[73].
- 2 декабря — на востоке Сирии в результате теракта на одном из нефтяных месторождений в провинции Дейр-эз-Зор погибли 10 человек, ещё один человек ранен[74].

### 2022
- 8 января — трое турецких солдат были убиты в результате подрыва СВУ под их автомобилем на сирийско-турецкой границе недалеко от города Телль Абьяд . Турецкие официальные лица заявили, что СВУ было «заложено террористами», вероятно, имея в виду курдские отряды самообороны (YPG)[75].
- 6 марта — 13 сирийских солдат были убиты и 18 ранены в результате нападения боевиков ИГ на военный автобус в сирийской пустыне недалеко от Пальмиры[76].
- 13 октября — при взрыве автобуса в сирийской провинции Дамаск погибли по меньшей мере 18 человек[77].

### 2023
- 12 февраля — четыре человека убиты и 10 получили ранения в результате обстрела со стороны террористов ИГ к югу от сирийского города Пальмира[78].
- 17 февраля — свыше 60 человек погибли в результате нападения боевиков ИГ в районе города Эс-Сухне в сирийской провинции Хомс[79].